# جون كوكلي ليتسوم
جون كوكلي ليتسوم (1744 – 1 نوفمبر 1815) كان طبيبًا إنجليزيًا وفاعل خير ولد في ليتل جوست فان دايك في جزر فيرجن البريطانية في مستوطنة للكويكر (جمعية الأصدقاء الدينية) هناك. كان أبوه مزارعًا من الهند الغربية وأمه من أصل أيرلندي. تربى في بيئة مناهضة للعبودية. أسس الجمعية الطبية في لندن عام 1773، بقناعة أن عضوية مشتركة من الأطباء والجراحين والصيادلة ستكون ذات فائدة كبيرة. بقيت الجمعية، التي تعد الأقدم من نوعها في المملكة المتحدة، بمثابة منتدى لجميع فروع الطب، يقع مقرها في المجتمع الطبي في لندن في بيت ليتسوم، شارع تشاندوس، بالقرب من ميدان كافنديش. كان ليتسوم العماد الرئيسي للجمعية ومؤسسها ورئيسها في الأعوام (1775 – 1776، 1784 – 1785، 1808 – 1811، 1813 – 1815) فضلًا عن كونه فاعل خير.

## حياته
ولد جون كوكلي ليتسوم في مجتمع للكويكرز في ليتل جوست فان دايك في جزر فيرجن البريطانية عام 1744. كان جون وأخوه الناجين الوحيدين بين سبع ولادات من الأخوة التوائم، أبناءً لكل من إدوارد وماري. أُرسل جون إلى إنجلترا في السادسة من عمره ليتلقى تعليمه.
في مدرسته في لانكشر، جذب السلوك الطريف لليتسوم الشاب انتباه أحد دعاة الكويكرز سامويل فوذيرغيل، الذي عرَّف ليتسوم على أخيه الطبيب من لندن، الدكتور جون فوذيرغيل. وبعد أن أكمل ليتسوم تمرينًا مهنيًا له في صيدلية يوركشر، جاء ليتسوم إلى لندن في عام 1766 ومن خلال تأثير الدكتور فوذيرغيل بدأ تدريبه الطبي في مستشفى سانت توماس. انقطعت دراسته بوفاة والده، دافعًا ذلك إياه للعودة إلى تورتولا في جزر فيرجن البريطانية، حيث قام بتحرير العبيد الذين ورثهم وقدم الرعاية الطبية للسكان المحليين. بوصفه الطبيب الوحيد في الجزر في ذلك الوقت، مكنه ذلك من الحصول على دخلٍ جيد، مكنته المثابرة والجهد على إكمال دراسته في أوروبا. حصل جون كوكلي ليتسوم على شهادته الجامعية من جامعة ليدن في هولندا في 8 يونيو سنة 1769، وحصل على درجة الدكتوراه في الطب من هناك في 20 يونيو عام 1769. تمحورت أطروحته حول التاريخ الطبيعي لشجرة الشاي.
أصبح ليتسوم صديقًا مقربًا لبنجامين فرانكلين وويليام ثورنتون.
في عام 1779 اشتري ليستوم أرضًا في كامبيرويل وفيلا في غروف هيل، بعيدًا عن تلوث لندن. تم هدم الفيلا عندما تكسّر العقار في بدايات القرن التاسع عشر، ولكن أحد أكواخها «المنسك» (العقار رقم 220 شارغ كامبرويل غروب) بقي مكانه، عند تقاطع الطرق مع شارع غروف هيل. تمت تسمية شارع جانبي، شارع ليتسوم؛ وحديقة محلية، حديقة لتسوم؛ ومجموعة عقارات سكنية في المنطقة على اسمه تكريمًا له. يعتبر العقار ذا أهمية من الدرجة الثانية (سجل من الدرجات يصنف العقارات حسب أهميتها).

## مسيرته المهنية
تسارعت الوتيرة المهنية لليتسوم مع انضمامه للكلية الملكية للأطباء في لندن وزواجه من إحدى وريثات العرش. بحلول سن الثلاثين، تأسست سمعته كطبيب ومؤلف وزميل في الجمعية الملكية. إضافة إلى ما سبق، أسس المستوصف العام في شارع ألدرسغيت والجمعية الطبية في لندن. كان عضوًا مؤسسًا في الجمعية الإنسانية الملكية سنة 1774، وأنشأ «مستشفى سي بيذينغ» في مارغايت سنة 1791، وأصبح واحدًا من دعائم الجمعية الجنيرية الملكية (للتطعيم)، وقدم دعمه لجمعية إغاثة الأرامل واليتامى للعاملين في القطاع الطبي، وجمعية إغاثة المدينين، وجمعية خيرية (للأطفال المشردين). استفادت العديد من النوادي والجمعيات والمستشفيات والمستوصفات والمؤسسات الخيرية في المملكة المتحدة وأميركا الشمالية من رعاية ليتسوم، في حين جاء في منشوراته دفقٌ من «التلميحات» والمنشورات والخطب والرسائل التي تروج لمدارس الأحد، والصناعات النسائية، ورعاية المكفوفين، وتربية النحل، ومطاعم للفقراء، وزراعة الشمندر، وإدانة الشعوذة، ولعب الورق، ومعاقرة الكحول. في خضم اهتماماته كطبيب وفاعل خير وعالم نبات وعالم معادن، صب ليتسوم نفسه في نفس القالب الذي جمع واحدًا من أعظم أطباق الجيل السابق في لندن، السير هانز سلون. وقد موَّل بعثات لدراسة النباتات وزرع نباتات أمريكية في حديقته في كامبرويل.